# イプソス
イプソスグループ（Ipsos Group SA、フランス語発音: [ip.sos]）は、フランス・パリに本社を置く多国籍市場調査コンサルティング会社。
日本法人であるイプソス株式会社についても記述する。

## 概要
1975年に会長兼CEOのディディエ・トルショーによって設立され、1999年7月1日にパリ証券取引所に上場した。1990年以降、数多くの企業を設立または買収し、企業集団を形成してきた。2011年10月、シノベイト（英語版）を買収し、世界第3位の調査会社イプソスグループが誕生した。2014年現在、88カ国にオフィスを構え、16,530人の従業員を擁している。ニールセン、カンターに次ぐ、世界第3位の調査会社となっている。
日本法人（支社）はイプソス株式会社。1968年9月3日に設立された日本統計調査株式会社が2005年1月にIpsos日本統計調査株式会社に社名変更、2015年10月5日にイプソス株式会社に社名変更した。

## 沿革

### フランスでの創業
イプソスはフランス世論研究所（IFOP）やISOSでの勤務経験があるディディエ・トルショーによって1975年に設立された。
トルショーは、広告会社やメディアにサービスを提供することに重点を置き、フランスで初めてキャンペーンが成功したかどうかを測定する方法を開発した。最初に考案されたの方法は、1977年、看板広告の効果を分析するための手段としてBAF（Baromètred'Affichage）だった。その後、メディアに特化した手法が導入され、1979年にはフランス人エグゼクティブの読書習慣を調べるためのFCA（France des Cadres Actifs）が導入された。
この成功にもかかわらず、同社の収益性は控えめなレベルにとどまっていた。ジャン・マルク・レッヒが共同会長に就任した頃から、フランス市場ではもう一つの革新的な活動である世論調査を開始。80年代末には、フランスで第5位のメディア・リサーチ会社となった。当時のフランスの政治家の活発の動きもあり、世論調査部門での地位が強化された。

### ヨーロッパでの事業拡大
1990年代、イプソスは主に買収によって、スペイン、イタリア、ドイツ、イギリス、またハンガリーをはじめとする中欧へと進出した。
1992年、購買資本の充実を図るため、民間投資に開放された。最初の新しい株主はBaring Private Equity（ベアリング・プライベート・エクイティ）だった。大株主であるトルショーとレッヒは、株式の3分の2を維持した。

### グローバル展開
1990年代半ば、イプソスはヨーロッパで最も重要な市場調査会社のひとつとなり、さらなるグローバル展開を決定した。イプソスは、フランソワ・ピノー（フランス語版）率いるアルテミスグループと、ウォルター・バトラー（フランス語版）率いる投資ファンド、アムスターに会社の40％を売却、新たな投資先を得た。
1997年には、イプソスはノベーションを買収し、南米市場へ進出、1998年にはアメリカの市場調査会社ASIマーケットリサーチを買収、北米にも進出した。
1999年にイプソスはパリ証券取引所へ上場した。この株式公開の成功により、アルテミスとアムスターは資金を回収できるようになり、よりIpsosは事業拡大を継続することができるようになった。その後、インターネットオーディエンス測定を行う合弁会社であるMMXI ヨーロッパの設立に参加、株式の大部分はパートナーのメディア・マトリックスが所有、20％はIpsosが保有した。また、アクセスパネルの形成を専門とするNFOワールドワイドの4つの子会社を傘下に収めた。アジア、南米、北米では、カナダのアンガス・リードを買収し、2000年にイプソス・リードへ改名、事業を拡大した。
2011年、イプソスはイージス・グループ傘下にあったシノベイトを買収した。 
2018年10月30日、イプソスは、2014年からフォレスターによって世界をリードするソーシャルリスニングプラットフォームに選出されていたソーシャル・インテリジェンス・スイートであるシンセシア（Synthesio）を買収したと発表した。

## 財務状況
イプソスの2015年度の収益は17億8530万ユーロで、内部成長率は-1％だった。 2014年、イプソスは収益の44％をEMEA地域（ヨーロッパ、中東、アフリカ）から、39％を南北アメリカ地域から、17％をアジア太平洋地域から得た。 

### 2019年市場調査セクターのトップ10
| ランク | 会社             | 2018年の収益 （百万米ドル） |
| ------ | ---------------- | --------------------------- |
| 1      | ニールセン       | 6,515                       |
| 2      | IQVIA            | 3,904                       |
| 3      | ガートナー       | 3,516                       |
| 4      | カンターグループ | 3,449                       |
| 5      | イプソス         | 2,067                       |
| 6      | GfK              | 1,616                       |
| 7      | IRI              | 1,200                       |
| 8      | ダイナタ         | 509                         |
| 9      | ウェスタット     | 506                         |
| 10     | インテージ       | 489                         |

出典： ESOMAR Global Market Research Report 2019

## 子会社
- Ipsos MORI
- Ipsos Reid
- Ipsos Business Consulting
- Ipsos Alfacom
- Ipsos Apoyo
- Ipsos Archway
- Ipsos ASI
- Ipsos Bimsa
- Ipsos Connect
- Ipsos Healthcare[15]
- Ipsos Insight
- Ipsos Interactive Services
- Ipsos Loyalty
- Ipsos Marketing[16]
- Ipsos Markinor (Ipsos South Africa)[17]
- Ipsos MRBI
- Ipsos Novaction
- Ipsos Observer
- Ipsos Public Affairs
- Ipsos RDA[18]
- Ipsos UU
- Ipsos Vantis
- Livra.com